# Elitserien i volleyboll för damer
Elitserien i volleyboll för damer är högsta volleybollserien på damsidan i Sverige. Grundserien  höst till vår och följs av slutspel i mars-april. Det lag som vinner slutspelet blir svenska mästare i volleyboll.
Lag avancerar till elitserien genom kval till elitserien. I detta deltar högst två lag från elitserien samt högst fyra lag från division 1 (högst 2 per enskild serie, d.v.s. norra resp. södra)
 Elitserien är enbart öppen från lag i Sverige.
Serien gick ursprungligen under namnet Division 1

## Upplagor
| Upplaga                           | Podium                            | Podium                            | Podium                                  |
| Upplaga                           | Guld                              | Silver                            | Brons                                   |
| --------------------------------- | --------------------------------- | --------------------------------- | --------------------------------------- |
| 1962                              | Bosöns IK                         |                                   |                                         |
| 1963                              | Bosöns IK                         |                                   |                                         |
| 1964                              | Bosöns IK                         |                                   |                                         |
| 1965                              | Kolbäcks VK                       |                                   |                                         |
| 1966                              | Bosöns IK                         |                                   |                                         |
| 1967                              | Bosöns IK                         |                                   |                                         |
| 1968                              | Vallentuna VBK                    |                                   |                                         |
| 1969                              | Kolbäcks VK                       |                                   |                                         |
| 1970                              | Värnamo FK                        |                                   |                                         |
| 1970–1971                         | Alingsås VBK                      |                                   |                                         |
| Tävlingen får sitt nuvarande namn |                                   |                                   |                                         |
| 1971–1972                         | Värnamo FK                        | Alingsås VBK                      |                                         |
| 1972–1973                         | Värnamo FK                        |                                   |                                         |
| 1973–1974                         | Värnamo FK                        |                                   |                                         |
| 1974–1975                         | Sollentuna VK                     |                                   |                                         |
| 1975–1976                         | Sollentuna VK                     |                                   |                                         |
| 1976–1977                         | Sollentuna VK                     |                                   |                                         |
| 1977–1978                         | Sollentuna VK                     |                                   |                                         |
| 1978–1979                         | Sollentuna VK                     |                                   |                                         |
| 1979–1980                         | Sollentuna VK                     |                                   |                                         |
| 1980–1981                         | Sollentuna VK                     |                                   |                                         |
| 1981–1982                         | Sollentuna VK                     |                                   |                                         |
| 1982–1983                         | Sollentuna VK                     |                                   |                                         |
| 1983–1984                         | Sollentuna VK                     |                                   |                                         |
| 1984–1985                         | Sollentuna VK                     |                                   |                                         |
| 1985–1986 mer information         | Sollentuna VK                     | Vallentuna VBK                    | KFUM Göteborg                           |
| 1986–1987                         | Sollentuna VK                     |                                   |                                         |
| 1987–1988                         | Sollentuna VK                     |                                   |                                         |
| 1988–1989 mer information         | Uppsala VBS                       | Vallentuna VBK                    | KFUM Skellefteå och KFUM Örebro         |
| 1989–1990 mer information         | Sollentuna VK                     | Uppsala VBS                       | KFUM Göteborg och KFUM Örebro           |
| 1990–1991 mer information         | Sollentuna VK                     | Malmö VK                          | Upsala Studenters IF och Vallentuna VBK |
| 1991–1992 mer information         | Sollentuna VK                     | Upsala Studenters IF              | KFUM Örebro och Vallentuna VBK          |
| 1992–1993                         | Uppsala VBS                       |                                   |                                         |
| 1993–1994                         | Vallentuna VBK                    |                                   |                                         |
| 1994–1995                         | Sollentuna VK                     |                                   |                                         |
| 1995–1996                         | KFUM Örebro                       |                                   |                                         |
| 1996–1997                         | KFUM Örebro                       |                                   |                                         |
| 1997–1998                         | KFUM Örebro                       |                                   |                                         |
| 1998–1999 mer information         | KFUM Örebro                       |                                   |                                         |
| 1999–2000 mer information         | KFUM Örebro                       | Vallentuna VBK                    |                                         |
| 2000–2001 mer information         | KFUM Örebro                       | Katrineholms VK                   |                                         |
| 2001–2002 mer information         | Katrineholms VK                   | KFUM Örebro                       | Vallentuna VBK                          |
| 2002–2003 mer information         | KFUM Örebro                       | Katrineholms VK                   | Engelholms VS                           |
| 2003–2004 mer information         | KFUM Örebro                       | Vallentuna VBK                    | Sollentuna VK och Katrineholms VK       |
| 2004–2005 mer information         | Örebro Volley                     | Engelholms VS                     | Kolbäcks VK och Vallentuna VBK          |
| 2005–2006 mer information         | Engelholms VS                     | Vallentuna VBK                    | Sollentuna VK och Örebro Volley         |
| 2006–2007 mer information         | Sollentuna VK                     | Engelholms VS                     | Vallentuna VBK och Örebro Volley        |
| 2007–2008 mer information         | Örebro Volley                     | Vallentuna VBK                    | Engelholms VS och Sollentuna VK         |
| 2008–2009 mer information         | Engelholms VS                     | Katrineholms VK                   | Vallentuna VBK och Örebro Volley        |
| 2009–2010 mer information         | Katrineholms VK                   | Engelholms VS                     | Sollentuna VK och Örebro Volley         |
| 2010–2011 mer information         | Katrineholms VK                   | Engelholms VS                     | Lindesbergs VBK och Sollentuna VK       |
| 2011–2012 mer information         | Lindesbergs VBK                   | Hylte/Halmstad VBK                | Gislaveds VBK och Katrineholms VK       |
| 2012–2013 mer information         | Katrineholms VK                   | Lindesbergs VBK                   | Engelholms VS                           |
| 2013–2014 mer information         | Hylte/Halmstad VBK                | Svedala Volleyboll                | Engelholms VS                           |
| 2014–2015 mer information         | Engelholms VS                     | Hylte/Halmstad VBK                | Lindesbergs VBK                         |
| 2015–2016 mer information         | Engelholms VS                     | Örebro Volley                     | Hylte/Halmstad VBK                      |
| 2016–2017 mer information         | Engelholms VS                     | Hylte/Halmstad VBK                | Örebro Volley                           |
| 2017–2018 mer information         | Engelholms VS                     | Hylte/Halmstad VBK                | Örebro Volley                           |
| 2018–2019 mer information         | Engelholms VS                     | Örebro Volley                     | Hylte/Halmstad VBK                      |
| 2019–2020 mer information         | Avbruten p.g.a. Covid-19-pandemin | Avbruten p.g.a. Covid-19-pandemin | Avbruten p.g.a. Covid-19-pandemin       |
| 2020–2021 mer information         | Hylte/Halmstad VBK                | Engelholms VS                     | Örebro Volley                           |
| 2021–2022 mer information         | Hylte/Halmstad VBK                | Örebro Volley                     | Engelholms VS                           |
| 2022–2023 mer information         | Engelholms VS                     | Hylte/Halmstad VBK                | Örebro Volley                           |
| 2023–2024 mer information         | Örebro Volley                     | Engelholms VS                     | Hylte/Halmstad VBK                      |
| 2024                              |                                   |                                   |                                         |

## Medaljliga
| Pos. | Lag                  | Guld | Silver | Brons |
| ---- | -------------------- | ---- | ------ | ----- |
| 1    | Sollentuna VK        | 19   | -      | 5     |
| 2    | Engelholms VS        | 8    | 6      | 5     |
| 3    | KFUM Örebro          | 8    | 1      | 3     |
| 4    | Bosöns IK            | 5    | -      | -     |
| 5    | Katrineholms VK      | 4    | 3      | 2     |
| 6    | Värnamo FK           | 4    | -      | -     |
| 7    | Hylte/Halmstad VBK   | 3    | 5      | 3     |
| 8    | Örebro Volley        | 3    | 3      | 8     |
| 9    | Vallentuna VBK       | 2    | 6      | 6     |
| 10   | Uppsala VBS          | 2    | 1      | -     |
| 11   | Kolbäcks VK          | 2    | -      | 1     |
| 12   | Lindesbergs VBK      | 1    | 1      | 2     |
| 13   | Alingsås VBK         | 1    | 1      | -     |
| 14   | Upsala Studenters IF | -    | 1      | 1     |
| 15   | Malmö VK             | -    | 1      | -     |
|      | Svedala Volleyboll   | -    | 1      | -     |
| 17   | KFUM Göteborg        | -    | -      | 2     |
| 18   | Gislaveds VBK        | -    | -      | 1     |
|      | KFUM Skellefteå      | -    | -      | 1     |

## Maratontabell (t.o.m. säsongen 2019/2020)[44]
| Plac | Lag                                               | Säsonger | Matcher | Matcher | Matcher   | Set   | Set       | Poäng |
| Plac | Lag                                               | Säsonger | Antal   | Segrar  | Förluster | Vunna | Förlorade | Poäng |
| ---- | ------------------------------------------------- | -------- | ------- | ------- | --------- | ----- | --------- | ----- |
| 1    | Sollentuna VK                                     | 45       | 725     | 484     | 241       | 1615  | 970       | 1064  |
| 2    | Örebro Volley (fd. KFUM Örebro)                   | 40       | 681     | 459     | 222       | 1527  | 892       | 1030  |
| 3    | Engelholms VS                                     | 22       | 417     | 331     | 88        | 1050  | 420       | 861   |
| 4    | Vallentuna VBK (Elverket)                         | 33       | 526     | 363     | 163       | 1212  | 712       | 744   |
| 5    | Uppsala VBS (fd Upsala Stud.)                     | 30       | 462     | 294     | 168       | 981   | 702       | 588   |
| 6    | Katrineholms VK                                   | 16       | 292     | 183     | 106       | 631   | 384       | 474   |
| 7    | Hylte/Halmstad VBK                                | 12       | 219     | 152     | 67        | 516   | 272       | 461   |
| 8    | Kolbäcks VK                                       | 29       | 454     | 230     | 224       | 842   | 804       | 460   |
| 9    | Lindesbergs VBK                                   | 13       | 255     | 151     | 104       | 526   | 398       | 443   |
| 10   | Gislaveds VBK                                     | 19       | 371     | 132     | 239       | 502   | 793       | 356   |
| 11   | Göteborg Volleybollklubb (tidigare KFUM Göteborg) | 24       | 394     | 143     | 251       | 561   | 872       | 291   |
| 12   | Svedala VBK                                       | 15       | 291     | 94      | 197       | 380   | 658       | 282   |
| 13   | Värnamo Volley (tidigare Värnamo VB)              | 13       | 193     | 126     | 67        | 428   | 256       | 256   |
| 14   | G70 Göteborg                                      | 15       | 214     | 127     | 87        | 439   | 346       | 254   |
| 15   | RIG Falköping (f.d. Ålleberg)                     | 19       | 322     | 77      | 245       | 315   | 801       | 202   |
| 16   | Nyköpings FK                                      | 10       | 144     | 68      | 76        | 249   | 272       | 136   |
| 17   | Bromma KFUM                                       | 10       | 136     | 61      | 75        | 254   | 263       | 122   |
| 18   | Linköpings VC (Team Valla)                        | 5        | 105     | 31      | 74        | 156   | 229       | 104   |
| 19   | KFUM Skellefteå                                   | 7        | 126     | 48      | 78        | 201   | 271       | 96    |
| 20   | Alingsås VK                                       | 6        | 82      | 45      | 37        | 161   | 131       | 90    |
| 21   | Malmö KFUM                                        | 6        | 96      | 42      | 54        | 159   | 195       | 84    |
| 22   | Växjö VBK                                         | 8        | 106     | 41      | 65        | 153   | 230       | 82    |
| 23   | IKSU                                              | 5        | 84      | 38      | 46        | 138   | 79        | 76    |
| 24   | Vara VK                                           | 5        | 64      | 37      | 27        | 123   | 107       | 74    |
| 25   | Spårvägen VBK                                     | 5        | 104     | 34      | 70        | 133   | 225       | 68    |
| 26   | Kallhälls BK (Järfälla VK)                        | 4        | 48      | 32      | 16        | 114   | 60        | 64    |
| 27   | Tapper                                            | 5        | 64      | 30      | 34        | 122   | 117       | 60    |
| 28   | Floby VK                                          | 6        | 100     | 29      | 71        | 128   | 230       | 58    |
| 29   | Lunds VK (LUGI)                                   | 7        | 127     | 20      | 107       | 103   | 345       | 53    |
| 30   | Ljungby VBK                                       | 5        | 100     | 20      | 80        | 97    | 238       | 51    |
| 31   | Ätrans IF                                         | 5        | 72      | 23      | 49        | 98    | 170       | 46    |
| 32   | Sibbarps JUF                                      | 4        | 56      | 18      | 38        | 74    | 126       | 36    |
| 33   | Norsjö VBK                                        | 3        | 52      | 13      | 39        | 50    | 128       | 34    |
| 34   | Malmö VS                                          | 5        | 68      | 17      | 51        | 86    | 169       | 34    |
| 35   | V 64 Malmö                                        | 3        | 40      | 16      | 24        | 62    | 87        | 32    |
| 36   | Jönköping KFUM                                    | 3        | 42      | 16      | 26        | 63    | 98        | 32    |
| 37   | Solna IF                                          | 3        | 48      | 16      | 32        | 63    | 111       | 32    |
| 38   | Eksjö FK                                          | 4        | 52      | 16      | 36        | 62    | 120       | 32    |
| 39   | Örkelljunga VK                                    | 2        | 42      | 12      | 30        | 50    | 99        | 24    |
| 40   | FK Fyren                                          | 1        | 14      | 9       | 5         | 30    | 23        | 18    |
| 41   | Tierps VBK                                        | 3        | 54      | 9       | 45        | 47    | 143       | 18    |
| 42   | Tiarp VK (Falköping)                              | 2        | 22      | 8       | 14        | 32    | 51        | 16    |
| 43   | Veddige BK                                        | 3        | 48      | 7       | 41        | 48    | 132       | 14    |
| 44   | Västerås KFUM                                     | 2        | 26      | 6       | 20        | 33    | 64        | 12    |
| 45   | Avesta Volley                                     | 3        | 42      | 6       | 36        | 39    | 117       | 12    |
| 46   | Forshaga Smash 77                                 | 2        | 34      | 5       | 29        | 31    | 90        | 10    |
| 47   | Vänsterknäck                                      | 1        | 14      | 4       | 10        | 22    | 35        | 8     |
| 48   | KFUM Bromma IA                                    | 1        | 14      | 4       | 10        | 18    | 35        | 8     |
| 49   | Duveholmsskolan                                   | 2        | 28      | 4       | 24        | 25    | 75        | 8     |
| 50   | Degerfors Volley Orion                            | 2        | 46      | 3       | 43        | 21    | 134       | 7     |
| 51   | Eskilstuna FF                                     | 1        | 14      | 3       | 11        | 13    | 35        | 6     |
| 52   | Landskrona VK 58                                  | 1        | 14      | 3       | 11        | 13    | 35        | 6     |
| 53   | Vännäs VK                                         | 1        | 22      | 3       | 19        | 14    | 60        | 6     |
| 54   | Karlstads FK                                      | 1        | 12      | 2       | 10        | 7     | 31        | 4     |
| 55   | Säters IF VBK                                     | 1        | 14      | 2       | 12        | 11    | 36        | 4     |
| 56   | Överkalix IF                                      | 1        | 14      | 1       | 13        | 9     | 41        | 2     |
| 57   | Tidaholms VK                                      | 1        | 18      | 1       | 17        | 9     | 53        | 2     |
| 58   | Nynäshamns GF                                     | 1        | 12      | 0       | 12        | 1     | 36        | 0     |
| 59   | Bosöns IF                                         | 1        | 14      | 0       | 14        | 3     | 42        | 0     |
| 60   | Köinge 4H                                         | 1        | 14      | 0       | 14        | 1     | 42        | 0     |
| 61   | Gustavsbergs IK                                   | 2        | 26      | 0       | 26        | 2     | 78        | 0     |